# رحمن عباس
رحمن عباس (بالإنجليزية: Rahman Abbas)‏ هو كاتب هندي، ولد في 20 يناير 1972 في ثين في الهند.